# Buckauer Friedhof

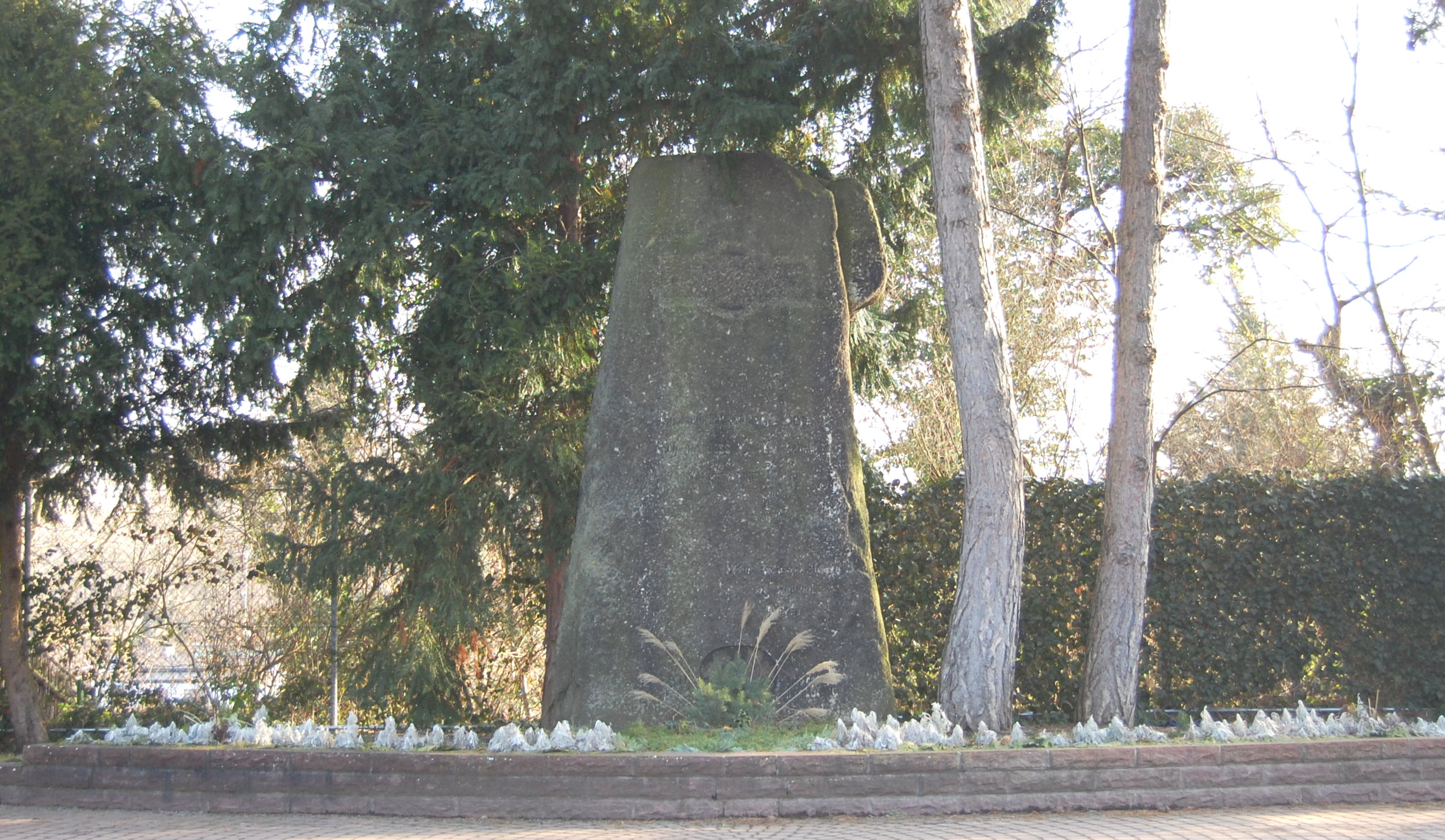
Kriegerdenkmal auf dem Buckauer Friedhof

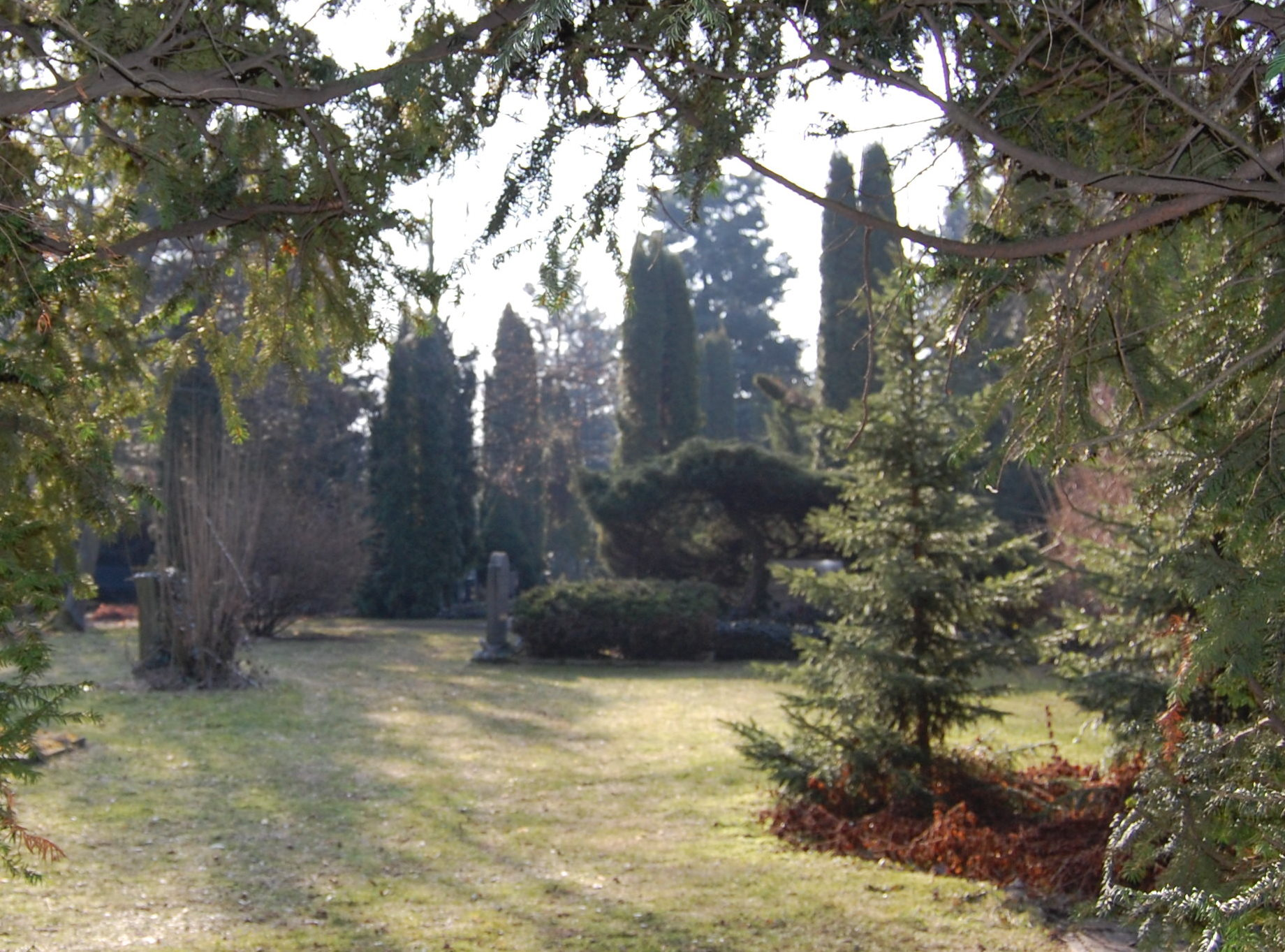
Blick über den Friedhof

Der Buckauer Friedhof ist ein Friedhof in Magdeburg, der Landeshauptstadt von Sachsen-Anhalt.

## Lage
Der Friedhof wurde für den heutigen Stadtteil Buckau angelegt, befindet sich jedoch innerhalb der Gemarkung des Stadtteils Fermersleben. Längere Zeit trug er daher den Namen Buckauer Friedhof vor Fermersleben. Zum Teil ist auch der Name Fermersleber Friedhof gebräuchlich. Der Friedhof hat eine Ausdehnung von 7,69 Hektar und befindet sich östlich der Straße Alt Fermersleben. Von Norden nach Süden wird die Anlage von einem zentralen Weg durchzogen. Dieser wird von zwei von Westen nach Osten verlaufenden Wegen gekreuzt.

## Geschichte
Der ursprüngliche Friedhof des Dorfes Buckau befand sich im Umfeld der früheren Kirche des Dorfes, einem Vorgängerbau der heutigen Sankt-Gertrauden-Kirche. 1837 wurde ein neuer Friedhof zwischen der heutigen Karl-Schmidt-Straße und der Schönebecker Straße geweiht. Als erste Beisetzung wurde der verstorbene Schäfermeister des Klosters Berge beigesetzt. Durch die einsetzende Industrialisierung wuchs die Bevölkerungszahl Buckaus in kurzer Zeit stark an, so dass bereits 1859 ein weiterer neuer Friedhof in der Nähe der damaligen Gasanstalt angelegt wurde. Die erste Beerdigung wurde am 19. Dezember 1859 durchgeführt. 
Das weiterhin starke Wachstum Buckaus machte jedoch eine erneute Neuanlage erforderlich. Bei der Standortsuche erwies es sich als hinderlich, dass die Grundstücke der Gemarkung zu einem Großteil dem ehemaligen Kloster Berge gehörten und dieses einen den Buckauern zu hoch erscheinenden Grundstückspreis verlangte. Man wich daher in die Gemarkung des südlich gelegenen Dorfes Fermersleben aus, wo man um 1872 von Mahrenholz sechs Morgen, von C.A. Schmidt vier Morgen und von Wilhelms einen Morgen Land zu je 1.000 Taler je Morgen günstig erwarb. Die niedrigen Bodenpreise gingen auch darauf zurück, dass in unmittelbarer Nähe das zur Festung Magdeburg gehörende Fort I entstanden war. Die damit geltenden Rayonbestimmungen erschwerten eine anderweitige Bebauung des Gebietes stark.
Die Planung für die Friedhofsanlage erfolgte durch den Magdeburger Gartendirektor Paul Niemeyer. Er bestimmte auch, dass die Erbbegräbnisstätten am Rand des Friedhofs angelegt und mit eisernem Gitterwerk abzugrenzen sind. Als Vorsorge für den Fall von Epidemien wurde eine hölzerne Baracke errichtet. Die Kosten beliefen sich auf 1409,22 Mark. Die Weihe des neuen, noch heute bestehenden Friedhofs fand am 5. April 1876 durch die Prediger Rogge und Lemme statt. Als erste Beisetzung erfolgte die Beerdigung der 15-jährig verstorbenen Therese Degenhard. Im Jahr 1897 führte man eine Erweiterung des Friedhofes um 4 Hektar nach Süden in Richtung Fermersleben durch. Die Planungen hierfür erfolgten durch Gartendirektor Johann Gottlieb Schoch. Der Buckauer Friedhof erreichte damit seine heutige Größe.
Nach Ende des Ersten Weltkrieges wurde für die Buckauer Kriegsopfer am östlichen Ende des südlichen Querwegs ein großer Findling errichtet, der sich noch heute am Ende dieser Sichtachse befindet. Im nördlichen Querweg stand eine hölzerne Kapelle.
Gegen Ende des Zweiten Weltkrieges war der Friedhof Kampfschauplatz. Am 15. bzw. 16. April 1945 wurden mit auf dem Friedhof aufgefahrenen Geschützen US-amerikanische Truppen beschossen, die sich von Süden, aus Salbke und Fermersleben kommend, in Richtung Buckau bewegten.
Statt der hölzernen Kapelle, die wegen Baufälligkeit abgerissen wurde, entstand am Haupteingang eine vom Architekten Burkhardt Leu entworfene Feierhalle, die 60 Gästen Platz bietet. Darüber hinaus besteht ein Abschiedsraum mit 14 Plätzen und ein Schauraum mit 12 Plätzen. Im Jahr 1982 entstand etwas weiter östlich der Feierhalle eine Urnengemeinschaftsanlage mit einer von Josef Bzdok aus Metall geschaffenen stilisierten Blume.
Der Friedhof umfasst neben der Urnengemeinschaftsanlage Reihengrab- und Wahlgrabstätten für Erdbestattungen und Urnenbeisetzungen.

## Beisetzungen bekannter Persönlichkeiten
Auf dem Friedhof befindet sich das Grabmal des Buckauer Bürgermeisters Bruno Thiem (1823–1913). Ebenfalls hier beigesetzt wurde der Magdeburger Widerstandskämpfer gegen den Nationalsozialismus Otto Lehmann (1900–1936).